# Aspidium wakefieldii
Aspidium wakefieldii là một loài dương xỉ trong họ Tectariaceae. Loài này được Hier.in.Engl. mô tả khoa học đầu tiên năm 1895.
Danh pháp khoa học của loài này chưa được làm sáng tỏ. 